# Campeche
För andra betydelser, se Campeche (olika betydelser).

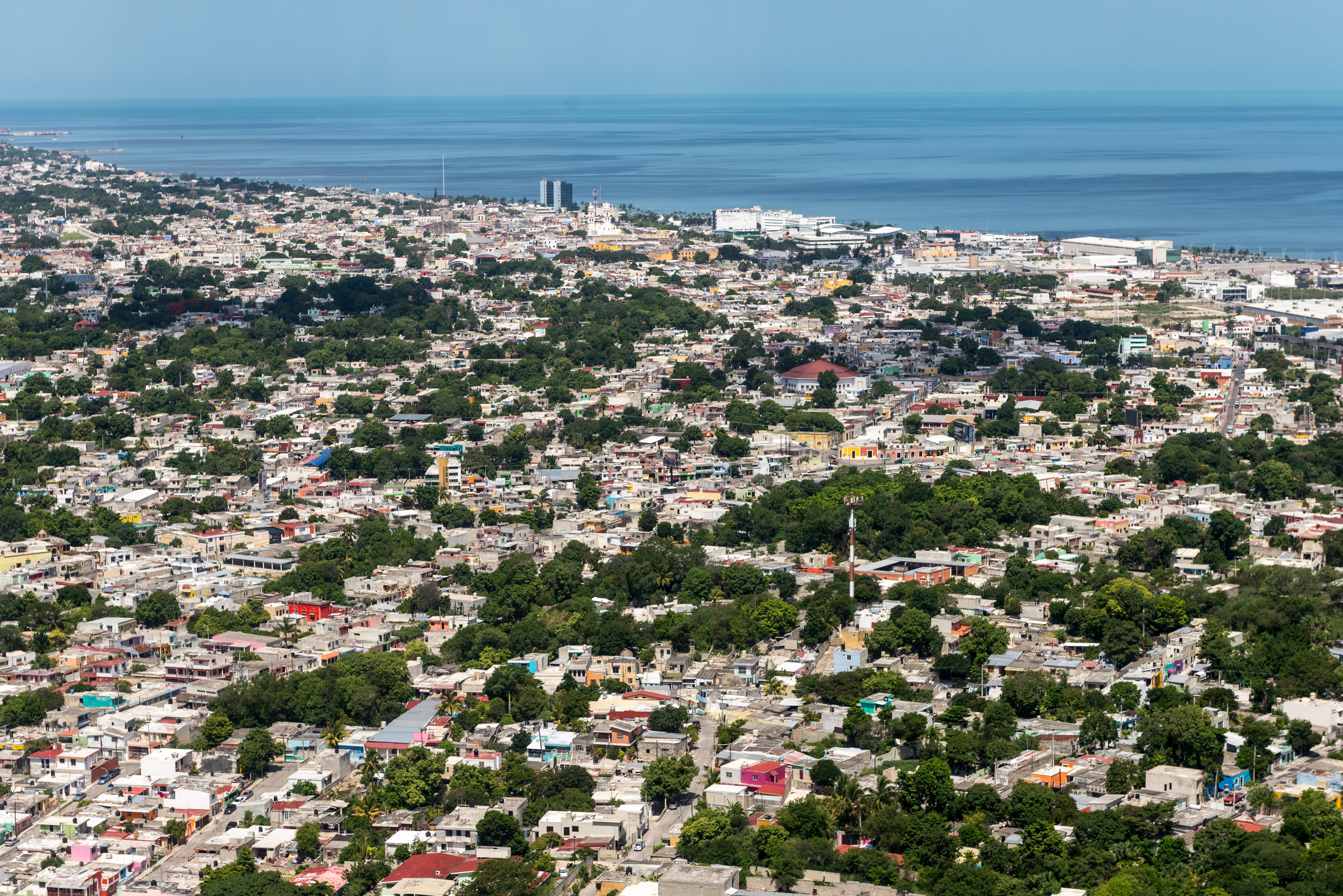
Flygbild över staden Campeche i juli 2015.

Campeche är en av Mexikos delstater och är beläget i sydöstra delen av landet, gränsande till Mexikanska golfen i norr och Guatemala i söder. Den hade cirka 880 000 invånare 2013. Största stad och administrativ huvudort är staden Campeche. En annan stor stad är Ciudad del Carmen.

## Administrativ indelning
Delstaten är indelad i tretton kommuner:
- Calakmul
- Calkiní
- Campeche
- Candelaria
- Carmen
- Champotón
- Dzitbalché
- Escárcega
- Hecelchakán
- Hopelchén
- Palizada
- Seybaplaya
- Tenabo